# Рекрут

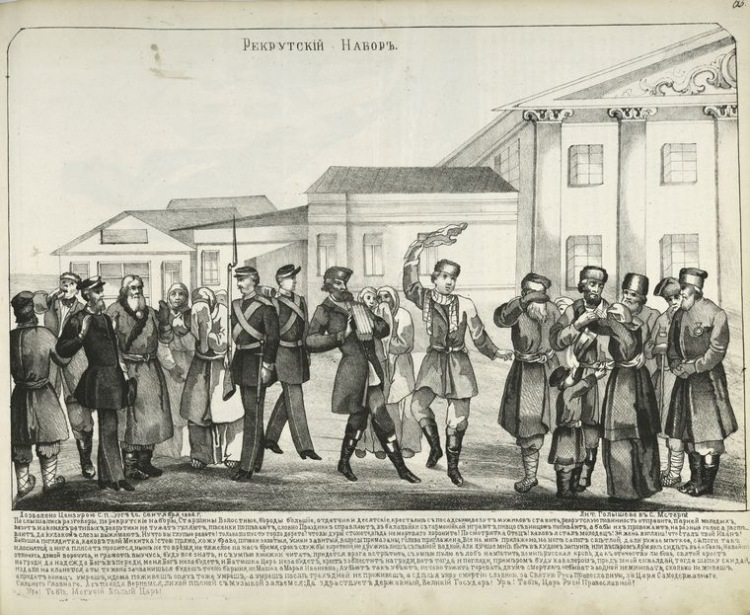
Картинка «Рекрутский Набор», Дозволено цензурою. С.-Петербургъ, между 1860—1880 годами.

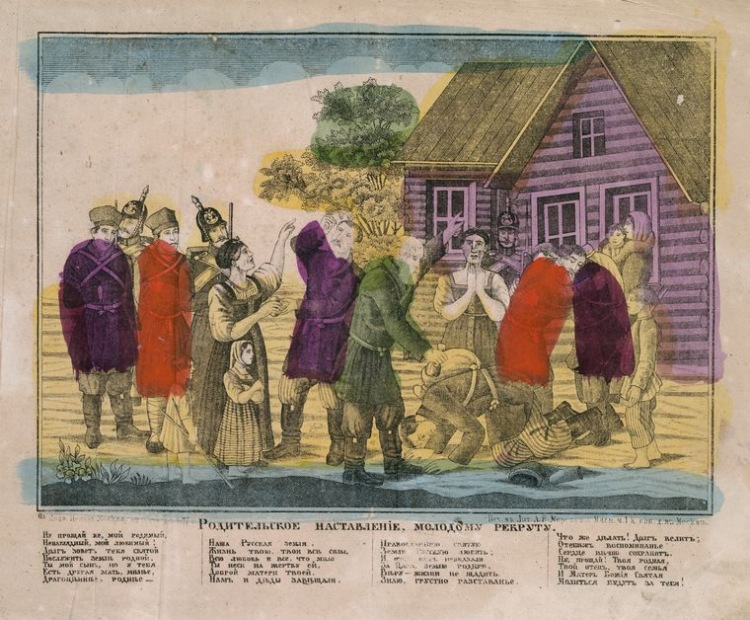
Картинка (раскрашенная) с текстом песни «Родительское наставление молодому рекруту», Дозволено цензурою. С.-Петербургъ, между 1860—1880 годами.

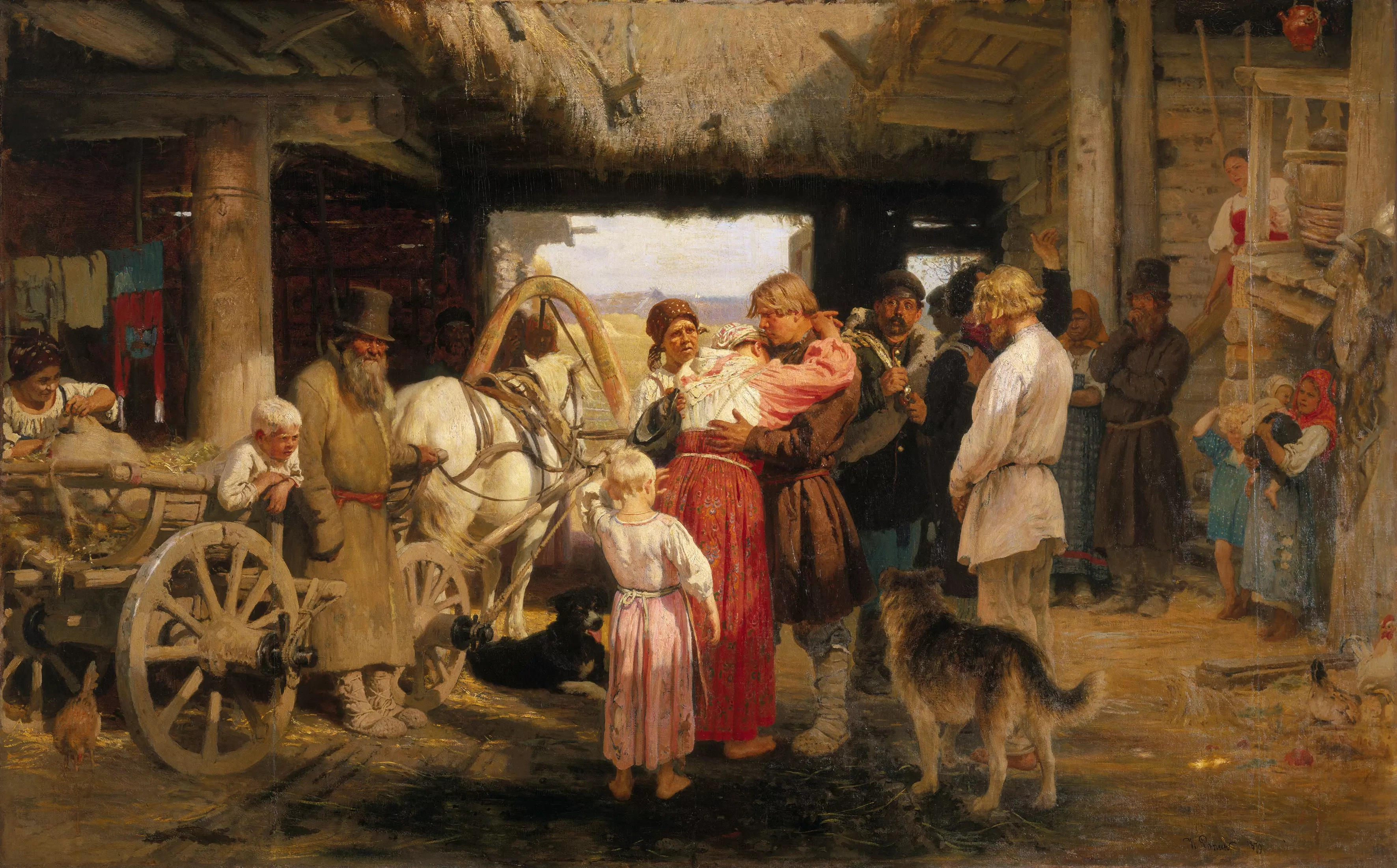
Картина «Проводы новобранца». Художник И. Е. Репин, 1879 год.

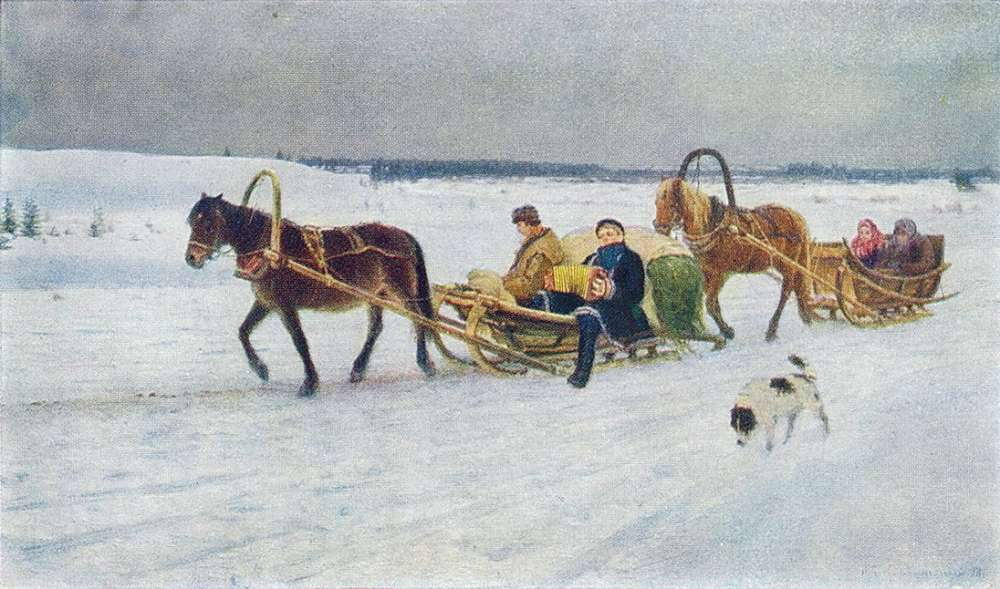
Картина «Проводы новобранца». Художник Н. П. Богданов-Бельский, 1898 год.

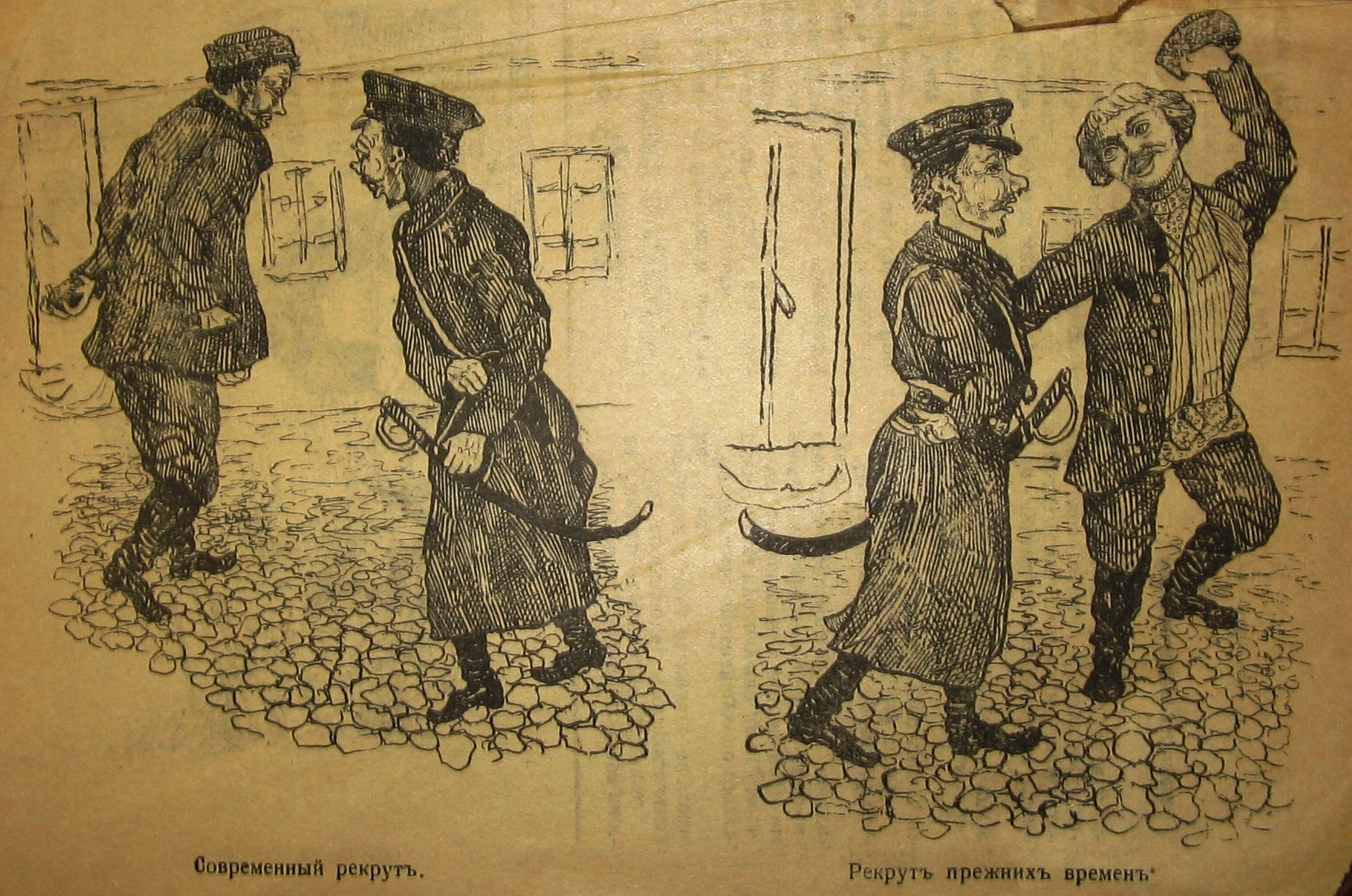
Карикатура 1905 года: слева «нынешний рекрут», справа «рекрут прежних времён».

Ре́крут (от фр. récruter — набирать войско) — лицо, принятое на военную службу по рекрутской (воинской) повинности или найму.
В других источниках указано что Ре́крут (м., нем. , фр. ) не́крут, новобранец, новик военной службы, поступивший в солдаты, в рядовые, по повинности или по найму, у казаков рекрут не набирали. В 1874 году в Российской империи — России были введены всеобщая воинская повинность заменившая рекрутские наборы и рекрутский устав, и наименование «рекрут» заменено наименованием новобранец. По рекрутскому уставу России имперского периода рекрут получал чин «солдат» или «матрос» по выслуге лет, которое сохранялось за ним и по увольнении в отставку и сообщалось его жене и детям. В России за уклонение от отправления военной службы, так и за другие преступные деяния, не влекущие за собой уголовных наказаний высших степеней, существовал особый вид исправительного наказания — Отдача в рекруты беззачётно.

## История
В русских гвардии, армии и во флоте (Вооружённые силы (ВС)) с 1705 года по 1874 год — лицо, зачисленное в вооружённые силы по рекрутской повинности, которой подлежали все податные сословия (крестьяне, мещане и другие) и для которых она была общинной и пожизненной и они поставляли из своих общин определённое число рекрутов (военнослужащих). Набор в вооружённые силы крепостных освобождал их от крепостной зависимости. От рекрутской повинности было освобождено дворянство. Позже это освобождение было распространено на купечество, семьи церковнослужителей, почётных граждан, жителей Бессарабии и некоторых отдалённых районов Сибири. С 1793 года бессрочный срок службы в ВС был ограничен до 25 лет, с 1834 года — до 20 лет с последующим пребыванием в так называемом бессрочном отпуске в течение 5 лет. В 1855—1872 годах были последовательно установлены 12-, 10- и 7-летние сроки службы и соответственно пребывание в отпуске 3, 5 и 8 лет.
Рекрутские наборы производились не регулярно, а по мере надобности и в различных количествах. Только в 1831 году введены ежегодные наборы, которые делились на обычные: 5—7 рекрутов на 1 000 душ, усиленные — 7—10 человек и чрезвычайные — свыше 10. Рекруты из Царства Польского в среднем в России доставляли солдат более низкого роста, нежели Литва и юго-западные губернии, то же самое относилось и к росту галицийских рекрут по отношению к рекрутам других провинций Австрийской империи.
В 1874 году после начала военной реформы Александра II рекрутская повинность заменена всеобщей воинской обязанностью, а слово «рекрут» заменено словом «новобранец». В Союзе ССР и современной России к лицам, подлежащим службе и призванным для службы, применяется термин «военнообязанный».

## Рекрутские полки
После введения рекрутской системы комплектования вооружённых сил все полки были разделены на полевые и гарнизонные. Гарнизонные полки были учебными и запасными, а для пополнения полевых частей — резервными.
Пётр I разработал систему, при которой каждый рекрут должен был пройти через полевые полки, гарнизонные полки (с 1764 года гарнизонные батальоны), службу в гражданских ведомствах (сторож, рассыльный, с 1764 года в инвалидной команде), поселение, увольнение на собственное содержание, или в монастырь, богадельню. Цель рекрутской системы — максимально полное использование человеческого ресурса.

## Рекрутский набор
Первый набор 1699 года на новых началах 32 000 солдат, для образования новых солдатских полевых полков, был из даточных людей. Люди, поставляемые в войска, продолжали именоваться по-прежнему даточными.
В период с 1699 года по 1700 год из собранных 22 ½ тысяч даточных людей и вольницы было сформировано 27 пехотных полевых полков. В 1703 году был произведён новый набор даточных на тех же основаниях, но уже в двойном количестве для лучшего выбора. То же делалось и в следующие наборы до 1705 года, когда царским указом от 20 февраля слово «Даточные люди» впервые и окончательно было заменено словом «рекруты».
Именной указ о наборе рекрутов (наборы рекрутские) издавался в XVIII веке в сентябре — октябре (реже в июле — августе), в XIX веке — в 30-сер. 40-х гг. (июль), 1844—1855 годы — разное время (чаще всего июль — август — сентябрь), 1862—1873 гг. — в основном октябрь — ноябрь. Набор должен был пройти за срок в 2 месяца. Рекруты должны были быть ростом не менее двух аршин и двух вершков (151 см), здоровые и не увечные.
Каждый рекрут должен был иметь при себе одежду, обувь и продовольствие. Доставку рекрутов к месту службы обеспечивали «отводчики»: казаки, выделенные воеводской канцелярией, и солдатские команды. По нормам 1766 года полагалось два старых солдата на 10 рекрутов, на 20 рекрутов — один унтер-офицер и на 50 рекрутов — один обер-офицер.
К месту службы полагалось передвигаться «прямыми трактами»; в хорошую погоду полагалось проходить 20—30 вёрст. В плохую погоду переходы сокращались наполовину. Каждый третий день отводился для отдыха. Два раза в день проводилась перекличка. Для предотвращения побегов Сенат в 1738 году ввёл в практику стрижку лбов на уездных пунктах сбора рекрутов. По прибытии на место проводилось медицинское освидетельствование. До 10 % набранных рекрутов оказывались непригодными к службе из-за болезней или малого возраста (известны случаи набора 14-летних).
До распределения по полкам рекрутам еженедельно читали воинские артикулы, ежедневно обучали строевым и ружейным приёмам. В казармах повелевалось «в зернь деньги и провиант не проигрывать и не пропивать».

## Рекрутские семьи
В рекруты набирали, как правило, холостых, но жёнам рекрутов разрешалось следовать за мужем к месту службы. Во время службы рядовой мог жениться с разрешения полкового начальства. В 1798 году в Иркутском гарнизонном полку семьи имели 29 % солдат. Солдатские дети с 2 до 6 лет получали казённое содержание. Содержание мальчикам платили до 7-летнего возраста, девочкам до 12 лет. С 1764 года вдовы солдат получали пенсию 2 рубля в год и по 3 рубля на ребёнка.

## Школы
При полках существовали сначала цифирные, а с 1732 года полковые или гарнизонные школы. Мальчики начинали обучение с 7-летнего возраста, а сироты ранее, как не имеющие средств пропитания. После поступления в школу государственное содержание прекращалось, а вместо него выплачивалось жалованье. В 1731 году в первый год — 1 рубль 35 копеек; после обучения письму, пению, арифметике, музыке, слесарному мастерству и писарской должности жалованье возрастало до 1 рубля 59 копеек в год. После обучения геометрии и фортификации жалованье возрастало до 2 рублей 7 копеек в год. Кроме этого, ежемесячно школьнику полагалось два четверика муки (два пуда), 1/8 четверика круп, 2 фунта соли. Раз в три года выдавались мундир, овчинная шуба, штаны, шапка. Ежегодно отпускалась материя на галстуки, две рубахи, двое портов, две пары башмаков с пряжками и чулок. Учащимся третьего класса выдавалась красная материя на воротник к кафтану.
По указу от 3 (14) сентября 1736 года образование солдатских детей стало обязательным. Уклоняющимся полагался штраф 100 рублей. С 1721 года в каждом гарнизонном полку создавалось 50 мест для солдатских детей в цифирных школах. По указу от 2 (13) сентября 1732 года полагалось 8 ученических мест на одну роту и 64 места на полк. С июля 1735 года было разрешено принимать сверхкомплектных учеников. В 1744 году цифирные школы объединили с гарнизонными, и разрешили учиться в них всем желающим за свой счёт.
Солдатские дети поступали в службу с 15 лет. Годные по росту и возрасту направлялись в полки, остальные определялись писарями, учениками слесарей и кузнецов, в нестроевые чины.
В 1805 году всем солдатским детям было присвоено наименование кантонистов.

## В других государствах
В вооружённых силах некоторых других государств рекрутами называются новобранцы, имеющие самое низкое воинское звание (англ. recruit, означает буквально «завербованный», «набранный [в службу]» — то есть человек, уже принятый на службу, но ещё не получивший даже базового обучения).